# 星野村
星野村（日语：／ Hoshino mura */?）是位于福岡縣南部的一村，屬八女郡。為日本最美麗的村莊聯盟成員之一。已於2010年2月1日併入八女市。
轄區全部位於山區，主要村落位於星野川沿岸。全村區域並無另行劃分大字，因此所有的地址都是「福岡縣星野村」後直接接上番地數字。

## 歷史

### 年表
- 1889年4月1日：實施町村制，星野村隸屬生葉郡。
- 1896年2月26日：改隸屬由上妻郡與下妻郡合併而成的八女郡。
- 2010年2月1日：與黑木町、立花町、矢部村一同併入八女市。

## 外部連結
- （日語） 八女地區１市２町２村合併協議會